# Szegedi Sándor (mezőgazdász)
Szegedi Sándor (Izsák, 1921. december 6. – Kecskemét, 1986. december 4.) szőlőnemesítő, a mezőgazdasági tudományok doktora (1978). 

## Élete
Felsőfokú kertészeti tanulmányait a Kertészeti és Szőlészeti Főiskolán folytatta, ahol 1946-ban kapta meg oklevelét. Először faiskolában, majd 1950-től nyugállományba vonulásáig (1981) a Szőlészeti és Borászati Kutató Intézetben dolgozott. 1951-től a Katonatelepen tevékenykedett, amelynek 1962-től vezetője volt. 1972-1977 között a Kecskeméti Kutató Állomás igazgatója, majd az intézet tudományos igazgatóhelyettese volt. 1959-től a csemegeszőlő-nemesítés témavezetője. Célkitűzése a koraiság, a jó termőképesség, a nagyfürtűség, a nagybogyójúság és a minőség kombinálása volt. 40.000 hibridet állított elő munkatársaival, melyekből a Favorit, a Boglárka, az Éva, a Rekord és a Téli muskotály fajták jelzik munkája sikerét. 1969-ben rezisztencia nemesítéssel kezdett foglalkozni. Ennek eredménye az államilag elismert Pölöskei muskotály, és számos jelöltje vár még minősítésre. Tagja volt az Országos Béketanácsnak, a kecskeméti Városi Tanácsnak.

## Díjai
- Munka Érdemrend bronz fokozata
- Munka Érdemrend arany fokozata
- Mathiász János-díj
- Mathiász János-emlékérem
- 600 éves Kecskemét jubileumi érem
- Kecskemét díszpolgára

## Művei
- Szőlő és gyümölcsös telepítése homokon (Horváth Sándorral és Pfening Gyulával, Kecskemét, 1962)
- A szőlő telepítésétől a szüretig (Horváth Sándorral, Bp., 1965)